# Düppel (Kindelbrück)
Düppel ist ein Weiler von Kindelbrück im Landkreis Sömmerda in Thüringen.

## Geographische Lage
Düppel liegt etwa 2 km nordöstlich von Bilzingsleben auf der Südabdachung der östlichen Hainleite. Die Ortslage ist umgeben von Feldern, im Norden und Westen sind die Berghänge bewaldet. Der höchste Punkt der Gemarkung liegt auf dem Gipfel eines namenlosen Berges mit einer Höhe von 390,6 m ü. NHN, der sich 1,5 km nordnordwestlich von Düppel erhebt. Westlich befindet sich – zwischen Bilzingsleben und Seega – der Wipperdurchbruch. Der Ort ist nur über eine Straße aus Richtung Bilzingsleben erreichbar.

## Geschichte
1864 war die urkundliche Ersterwähnung des Dorfes.
Bis zu deren Eingemeindung nach Kindelbrück am 1. Januar 2019 gehörte Düppel als Ortsteil zur Gemeinde Bilzingsleben.